# 叶尔羌战役
叶尔羌战役是1934年新疆战争中的一場戰役，最終中央陆军新编第三十六师取得決定性勝利，马占仓與馬福元的部隊击败维吾尔族武装和阿富汗国王穆罕默德·查希尔沙派来的志愿军，并将其全部剿滅。
埃米尔阿不都拉·布格拉在戰鬥中被击毙，死後他的头也被回族士兵砍了下來，最後被挂在艾提尕尔清真寺示眾。
後來阿不都拉·布格拉的弟弟埃米爾努爾·阿合買提江·布格拉帶著維吾爾族與柯爾克孜族叛軍逃往英吉沙縣。